# Philippodamias jocelyna
Philippodamias jocelyna là một loài bướm đêm trong họ Noctuidae.